# Torre di Ruggiero
Torre di Ruggiero là một đô thị thuộc tỉnh Catanzaro trong vùng Calabria region of southern Ý. Đô thị này có diện tích 24 km2, dân số năm 2004 là 1243 người.
Các đô thị giáp ranh gồm: Capistrano, Cardinale, Chiaravalle Centrale, San Nicola da Crissa, Simbario và Vallelonga.